# سيستو كامبانو
سيستو كامبانو هي بلدية في مقاطعة إزرنية في منطقة مليزة بجنوب إيطاليا، وتقع على بعد حوالي 50 كيلومتر (31 ميل) جنوب غرب كمبباسة وحوالي 25 كيلومتر (16 ميل) جنوب غرب إزرنية.